# 菅原隆一
菅原 隆一（すがはら りゅういち、1992年3月11日 - ）は、美浦トレーニングセンター所属・小手川準厩舎所属の騎手。元俳優（子役）。2010年3月6日に日本中央競馬会 (JRA) の騎手としてデビュー。
父は元JRA騎手で現調教助手の菅原隆明。JRAでは初めての子役出身の騎手となった。

## 略歴
幼少時は子役俳優として数多くのドラマ・映画に出演。中でも映画『釣りバカ日誌』シリーズでは浜崎家の一人息子・鯉太郎役を演じたことがあるほか、『らせん』ではやはり主人公・安藤満男の息子・孝則を演じるなど、重要な役を数多く務めていた。
一方で小学5年生のときから乗馬を始めるなど、並行して騎手を目指す活動も行っていたが、中学1年生のときに父・隆明から「役者か騎手かどちらかにしろ」と選択を迫られたため、将来は騎手の道に進むことに決め、子役からは引退した。
競馬学校第26期生。2007年にJRAの競馬学校・騎手課程に合格し、2010年2月に卒業して騎手免許を取得した。過去の子役という経歴もあってデビュー時は注目を集めたが、所属厩舎の不振もあり、2010年中に初勝利を挙げられなかった。しかし2011年8月28日、札幌競馬第2競走に田島良保厩舎管理馬のメジロマリシテンに騎乗し、デビューから208戦目で初勝利をあげた。これはJRA初勝利までの最長記録である。減量特典が消滅してからは騎乗数が減少しているものの、「トーセン」の冠名で知られる島川隆哉の所有馬での騎乗が増えており、重賞初騎乗も島川の所有馬で果たしている。
2021年2月14日以来、勝利から遠ざかっていたが、2024年2月11日の東京競馬第3競走・新馬戦を11番人気のデルマヴァルナで制し、約3年ぶりの勝利となった。

## 騎乗成績
|            | 日付          | 競馬場・開催  | 競走名       | 馬名               | 頭数 | 人気 | 着順 |
| ---------- | ------------- | ------------- | ------------ | ------------------ | ---- | ---- | ---- |
| 初騎乗     | 2010年3月6日  | 2回中山3日8R  | 4歳上500万下 | ホクセツポイント   | 16頭 | 11   | 10着 |
| 初勝利     | 2011年8月28日 | 1回札幌6日2R  | 3歳未勝利    | メジロマリシテン   | 13頭 | 3    | 1着  |
| 重賞初騎乗 | 2015年5月2日  | 2回東京3日11R | 青葉賞       | トーセンアーネスト | 18頭 | 17   | 13着 |

| 年度   | 1着 | 2着 | 3着 | 騎乗数 | 勝率 | 連対率 | 複勝率 |
| ------ | --- | --- | --- | ------ | ---- | ------ | ------ |
| 2010年 | 0   | 3   | 2   | 116    | .000 | .026   | .043   |
| 2011年 | 3   | 1   | 2   | 139    | .022 | .029   | .043   |
| 2012年 | 0   | 3   | 8   | 148    | .000 | .020   | .074   |
| 2013年 | 1   | 0   | 2   | 59     | .017 | .017   | .051   |
| 2014年 | 2   | 0   | 2   | 68     | .029 | .029   | .059   |
| 2015年 | 2   | 4   | 4   | 87     | .023 | .069   | .115   |
| 2016年 | 3   | 5   | 4   | 93     | .032 | .086   | .129   |
| 2017年 | 5   | 2   | 0   | 91     | .055 | .077   | .077   |
| 2018年 | 2   | 3   | 0   | 92     | .022 | .054   | .054   |
| 2019年 | 1   | 3   | 3   | 104    | .010 | .038   | .067   |
| 2020年 | 1   | 1   | 2   | 62     | .016 | .032   | .065   |
| 2021年 | 1   | 0   | 0   | 20     | .050 | .050   | .050   |
| 中央   | 21  | 25  | 29  | 1079   | .019 | .043   | .070   |
| 地方   | 0   | 0   | 0   | 2      | .000 | .000   |        |

（2020年5月17日現在 JRA騎手名鑑より）

## 出演作品

### 映画
- らせん（1998年）- 安藤隆則 役
- 釣りバカ日誌12 史上最大の有給休暇（2001年）- 浜崎鯉太郎 役
- 釣りバカ日誌13 ハマちゃん危機一髪!（2002年）- 浜崎鯉太郎 役

### テレビ
- 私の青空（NHK、2000年）- 西原良夫 役
- 温泉へ行こう3（TBSテレビ、2002年）
- 真夜中の雨（TBSテレビ、2002年）
- 女タクシードライバーの事件日誌2（TBSテレビ、2004年）- 遠藤健太 役